# يي لين
يي لين هي مبارزة بالسيف صينية، ولدت في 27 نوفمبر 1972.

## وصلات خارجية
- يي لين على موقع أوليمبيديا (الإنجليزية)